# Гранит (Новосибірська область)
Гранит (рос. Гранит) — залізничний роз'їзд у Тогучинському районі Новосибірської області Російської Федерації.
Входить до складу муніципального утворення Зарічна сільрада. Населення становить 179 осіб (2010).

## Історія
Згідно із законом від 2 червня 2004 року органом місцевого самоврядування є Зарічна сільрада.

## Населення
| 2002 | 2007 | 2010 |
| ---- | ---- | ---- |
| 283  | ↘272 | ↘179 |